# Manuele Mori
Manuele Mori (Empoli, 9 de agosto de 1980) es un ciclista italiano que debutó como profesional en la temporada 2002 en el equipo Perutnina Ptuj Telekom y se retiró en 2019 tras 11 años en la estructura del UAE Emirates.
Su hermano Massimiliano y su padre Primo también fueron ciclistas profesionales.

## Palmarés
2007
- Japan Cup

## Resultados en Grandes Vueltas
| Carrera | Carrera         | 2002 | 2003 | 2004 | 2005 | 2006 | 2007 | 2008 | 2009 | 2010 | 2011  | 2012 | 2013 | 2014  | 2015 | 2016 | 2017 | 2018 | 2019 |
| ------- | --------------- | ---- | ---- | ---- | ---- | ---- | ---- | ---- | ---- | ---- | ----- | ---- | ---- | ----- | ---- | ---- | ---- | ---- | ---- |
|         | Giro de Italia  | —    | —    | 75.º | 85.º | 88.º | Ab.  | —    | 93.º | —    | —     | —    | —    | 118.º | 80.º | 63.º | —    | 66.º | —    |
|         | Tour de Francia | —    | —    | —    | —    | —    | —    | —    | —    | —    | —     | —    | 76.º | —     | —    | —    | Ab.  | —    | —    |
|         | Vuelta a España | —    | —    | —    | —    | —    | —    | —    | —    | 90.º | 107.º | —    | 70.º | —     | —    | —    | —    | —    | —    |

—: no participa

Ab.: abandono

## Equipos
- Perutnina Ptuj Telekom (2002)
- Saunier Duval-Prodir (2004-2007)
- Scott-American Beef (2008)
- Lampre (2009-2019)
  - Lampre-NGC (2009)
  - Lampre-Farnese Vini (2010)
  - Lampre-ISD (2011-2012)
  - Lampre-Merida (2013-2016)
  - UAE Team Emirates (2017-2019)